# Spatulosia malgassica
Spatulosia malgassica är en fjärilsart som beskrevs av De Toulgoët 1965. Spatulosia malgassica ingår i släktet Spatulosia och familjen björnspinnare. Inga underarter finns listade i Catalogue of Life.